# Homonoea samarana
Homonoea samarana är en skalbaggsart som först beskrevs av Heller 1924.  Homonoea samarana ingår i släktet Homonoea och familjen långhorningar.
Artens utbredningsområde är Filippinerna. Inga underarter finns listade i Catalogue of Life.